# Canton de Neuvéglise-sur-Truyère
Le canton de Neuvéglise-sur-Truyère, précédemment appelé canton de Neuvéglise, est une circonscription électorale française du département du Cantal créée par le décret du 13 février 2014 et entrée en vigueur lors des élections départementales de 2015.

## Histoire
Un nouveau découpage territorial du Cantal est entré en vigueur en mars 2015, défini par le décret du 13 février 2014, en application des lois du 17 mai 2013 (loi organique 2013-402 et loi 2013-403). Les conseillers départementaux sont, à compter de ces élections, élus au scrutin majoritaire binominal mixte. Les électeurs de chaque canton élisent au Conseil départemental, nouvelle appellation du Conseil général, deux membres de sexe différent, qui se présentent en binôme de candidats. Les conseillers départementaux sont élus pour 6 ans au scrutin binominal majoritaire à deux tours, l'accès au second tour nécessitant 12,5 % des inscrits au 1er tour. En outre la totalité des conseillers départementaux est renouvelée. Ce nouveau mode de scrutin nécessite un redécoupage des cantons dont le nombre est divisé par deux avec arrondi à l'unité impaire supérieure si ce nombre n'est pas entier impair, assorti de conditions de seuils minimaux. Dans le Cantal, le nombre de cantons passe ainsi de 27 à 15. Le nouveau canton de Neuvéglise est formé à partir de communes des anciens cantons de Chaudes-Aigues, de Ruynes-en-Margeride et de Saint-Flour-Sud

## Représentation

### Conseillers départementaux
| Période élective | Période élective | Mandat | Mandat   | Identité               | Nuance | Nuance | Qualité                         |
| ---------------- | ---------------- | ------ | -------- | ---------------------- | ------ | ------ | ------------------------------- |
| 2015             | 2021             | 2015   | 2021     | Céline Charriaud       |        | DVC    | maire de Neuvéglise-sur-Truyère |
| 2015             | 2021             | 2015   | 2021     | Jean-Jacques Monloubou |        | DVC    | maire de Saint-Georges          |
| 2021             | 2028             | 2021   | en cours | Céline Charriaud       |        | DVC    | maire de Neuvéglise-sur-Truyère |
| 2021             | 2028             | 2021   | en cours | Jean-Jacques Monloubou |        | DVC    | maire de Saint-Georges          |

Lors des élections départementales de 2015, le binôme composé de Céline Charriaud et Jean-Jacques Monloubou (Divers) est élu au 1er tour avec 55,91% des suffrages exprimés, devant le binôme composé de Madeleine Baumgartner et Gérard Mouliade (DVD) (44,09%). Le taux de participation est de 59,2 % (4 322 votants sur 7 301 inscrits) contre 55,81 % au niveau départementalet 50,17 % au niveau national.
Lors des élections départementales de 2021, le binôme composé de Céline Charriaud et Jean-Jacques Monloubou (Rassemblement et ouverture pour le Cantal) est élu au 1er tour avec 100% des suffrages exprimés. Le taux de participation est de 41,16 % (3 088 votants sur 7 503 inscrits) contre 41,88 % au niveau départemental.

## Composition
Le nouveau canton de Neuvéglise-sur-Truyère comprend vingt-sept communes entières,, après la décision de rattacher la totalité de la commune de Neuvéglise-sur-Truyère à ce canton.
| Nom                                            | Code Insee | Intercommunalité            | Superficie (km2) | Population (dernière pop. légale) | Densité (hab./km2) | Modifier                                    |
| ---------------------------------------------- | ---------- | --------------------------- | ---------------- | --------------------------------- | ------------------ | ------------------------------------------- |
| Neuvéglise-sur-Truyère (bureau centralisateur) | 15142      | CC Saint-Flour Communauté   | 125,23           | 1 689 (2022)                      | 13                 | modifier les données · modifier les données |
| Alleuze                                        | 15002      | CC Saint-Flour Communauté   | 22,85            | 225 (2022)                        | 9,8                | modifier les données · modifier les données |
| Anglards-de-Saint-Flour                        | 15005      | CC Saint-Flour Communauté   | 12,28            | 403 (2022)                        | 33                 | modifier les données · modifier les données |
| Anterrieux                                     | 15007      | CC Saint-Flour Communauté   | 16,16            | 122 (2022)                        | 7,5                | modifier les données · modifier les données |
| Celoux                                         | 15032      | CC Hautes Terres Communauté | 9,62             | 58 (2022)                         | 6,0                | modifier les données · modifier les données |
| Chaliers                                       | 15034      | CC Saint-Flour Communauté   | 18,37            | 139 (2022)                        | 7,6                | modifier les données · modifier les données |
| Chaudes-Aigues                                 | 15045      | CC Saint-Flour Communauté   | 53,16            | 814 (2022)                        | 15                 | modifier les données · modifier les données |
| Chazelles                                      | 15048      | CC Hautes Terres Communauté | 6,28             | 33 (2022)                         | 5,3                | modifier les données · modifier les données |
| Clavières                                      | 15051      | CC Saint-Flour Communauté   | 44,66            | 193 (2022)                        | 4,3                | modifier les données · modifier les données |
| Deux-Verges                                    | 15060      | CC Saint-Flour Communauté   | 11,20            | 53 (2022)                         | 4,7                | modifier les données · modifier les données |
| Espinasse                                      | 15065      | CC Saint-Flour Communauté   | 16,72            | 79 (2022)                         | 4,7                | modifier les données · modifier les données |
| Fridefont                                      | 15073      | CC Saint-Flour Communauté   | 13,96            | 95 (2022)                         | 6,8                | modifier les données · modifier les données |
| Jabrun                                         | 15078      | CC Saint-Flour Communauté   | 34,03            | 155 (2022)                        | 4,6                | modifier les données · modifier les données |
| Lieutadès                                      | 15106      | CC Saint-Flour Communauté   | 39,91            | 171 (2022)                        | 4,3                | modifier les données · modifier les données |
| Lorcières                                      | 15107      | CC Saint-Flour Communauté   | 21,82            | 163 (2022)                        | 7,5                | modifier les données · modifier les données |
| Maurines                                       | 15121      | CC Saint-Flour Communauté   | 14,29            | 104 (2022)                        | 7,3                | modifier les données · modifier les données |
| Rageade                                        | 15158      | CC Hautes Terres Communauté | 12,59            | 99 (2022)                         | 7,9                | modifier les données · modifier les données |
| Ruynes-en-Margeride                            | 15168      | CC Saint-Flour Communauté   | 29,66            | 715 (2022)                        | 24                 | modifier les données · modifier les données |
| Saint-Georges                                  | 15188      | CC Saint-Flour Communauté   | 33,14            | 1 176 (2022)                      | 35                 | modifier les données · modifier les données |
| Saint-Martial                                  | 15199      | CC Saint-Flour Communauté   | 14,19            | 71 (2022)                         | 5,0                | modifier les données · modifier les données |
| Saint-Rémy-de-Chaudes-Aigues                   | 15209      | CC Saint-Flour Communauté   | 14,87            | 121 (2022)                        | 8,1                | modifier les données · modifier les données |
| Saint-Urcize                                   | 15216      | CC Saint-Flour Communauté   | 54,30            | 449 (2022)                        | 8,3                | modifier les données · modifier les données |
| Soulages                                       | 15229      | CC Saint-Flour Communauté   | 15,09            | 83 (2022)                         | 5,5                | modifier les données · modifier les données |
| La Trinitat                                    | 15241      | CC Saint-Flour Communauté   | 17,57            | 51 (2022)                         | 2,9                | modifier les données · modifier les données |
| Vabres                                         | 15245      | CC Saint-Flour Communauté   | 18,83            | 251 (2022)                        | 13                 | modifier les données · modifier les données |
| Val d'Arcomie                                  | 15108      | CC Saint-Flour Communauté   | 86,27            | 946 (2022)                        | 11                 | modifier les données · modifier les données |
| Védrines-Saint-Loup                            | 15251      | CC Saint-Flour Communauté   | 27,56            | 120 (2022)                        | 4,4                | modifier les données · modifier les données |
| Canton de Neuvéglise-sur-Truyère               | 1509       |                             | 784,61           | 8 578 (2022)                      | 11                 | modifier les données                        |

## Démographie
En 2022, le canton comptait 8 578 habitants, en évolution de +2,28 % par rapport à 2016 (Cantal : −1,08 %, France hors Mayotte : +2,11 %).
| 2013  | 2018  | 2022  |
| ----- | ----- | ----- |
| 8 373 | 8 686 | 8 578 |